# Johann Friedrich Jacobi (Politiker)

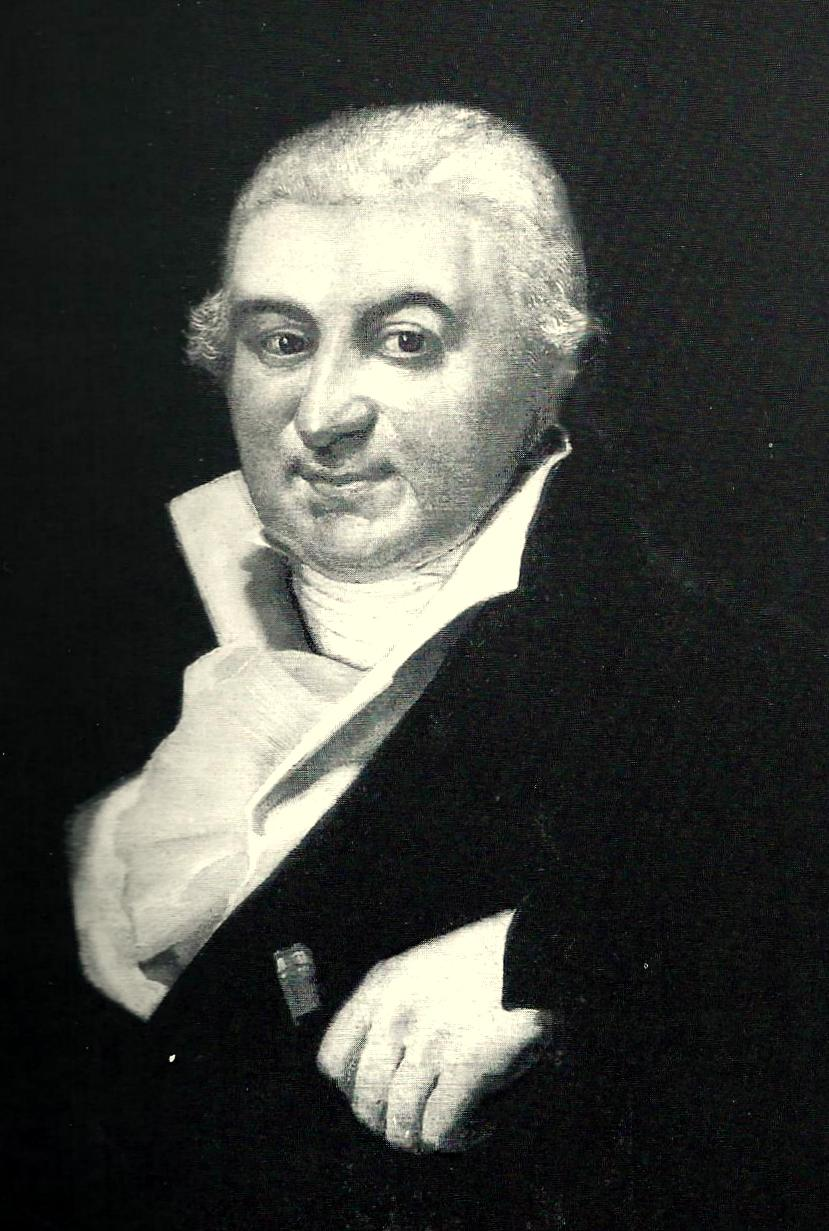
Johann Friedrich Jacobi

Johann Friedrich Jacobi (* 2. Juli 1765 in Düsseldorf-Pempelfort; † 10. Dezember 1831 in Bonn) war ein deutscher Tuchfabrikant und Politiker. Während des Napoleonischen Kaiserreichs war er mehrmals Interims-Präfekt des Départements de la Roer und Mitglied des Corps législatif in Paris.

## Herkunft
Jacobi entstammte einer alten evangelischen Gelehrtenfamilie aus Düsseldorf. Er war der Sohn des Philosophen Friedrich Heinrich Jacobi und dessen Gattin Helene Elisabeth (Betty) von Clermont, einer Schwester des „Tuchbarons“ von Vaals, Johann Arnold von Clermont. Sein Bruder war der bergische Staatsrat Georg Arnold Jacobi. Sein Großvater war der Kaufmann Johann Konrad Jacobi, ein Bruder des Superintendenten Johann Friedrich Jacobi, nach dem er benannt wurde. Der Dichter Johann Georg Jacobi war ein Onkel und der Psychiater Maximilian Jacobi ein jüngerer Bruder von Johann Friedrich Jacobi.

## Wirken
Johann Friedrich Jacobi verbrachte einen Großteil seiner Jugend im Hause des Dichters und Freundes der Familie Matthias Claudius in Wandsbeck, eine Zeit die ihn sehr prägte. Schon früh wurde er von seinem Vater dazu vorbestimmt, in die Tuchfabriken seines Onkels mütterlicherseits, des Johann Arnold von Clermont in Vaals, einzusteigen und Verantwortung zu übernehmen. Im Jahr 1786 wurde er mit erst 21 Jahren zum Subdirektor des Unternehmens befördert. Ein Jahr später heiratete er die Tochter seines Onkels und nun auch Schwiegervaters, Johanna Katharina Luisa von Clermont (1763–1844), die ihm 1789 den einzigen Sohn Franz gebar, der jedoch im Jahr 1813 im Alter von nur 24 Jahren verstarb.
Nach der zweiten Besetzung Aachens durch die französischen Revolutionstruppen im Jahr 1794 wurde Jacobi zusammen mit seinem Schwiegervater Mitglied der Zentralverwaltung der linksrheinischen Gebiete, aus denen 1798 unter anderem das Département de la Roer hervorging. Darüber hinaus wurde er mit der ebenfalls 1798 erfolgten Einführung der Munizipalverwaltung für die Stadt Aachen zu deren Mitglied berufen und leitete diese vom 23. August 1798 bis zum 11. August 1800 als gewählter Präsident. Nachdem Jacobi zudem seit Anfang des Jahres 1800 mehrfach als Präsident der Aachener Kantonalversammlung und der Département-Versammlung fungiert hatte, ernannte ihn schließlich der neu eingesetzte Präfekt des Départements de la Roer, Nikolaus Sebastian Simon, am 22. Juni 1800 zum Präfekturrat. In dieser Position erwarb sich Jacobi das Vertrauen seines Vorgesetzten und durfte diesen bei Abwesenheit oder Verhinderung amtlich vertreten. Sitz der Präfektur war der Londoner Hof in der heutigen Aachener Kleinkölnstraße Nummer 18. Als aufgrund einer zum Tode führenden Erkrankung von Simon und einer anschließenden längeren Vakanz das Amt bis zur Ernennung des neuen Präfekten Alexandre Méchin unbesetzt blieb, oblagen Jacobi in der Zeit von August 1801 bis September 1802 als offiziell vom Innenministerium ernanntem Interims-Präfekten die Leitung des Départements. Jacobi verschaffte sich dabei in höchsten Regierungskreisen Frankreichs großen Respekt, und Napoléon Bonaparte selbst schlug ihn am 8. Juli 1802 zum Präfekten des Département Aisne vor. Mit Hinweis auf seine Verpflichtungen in den Clermont’schen Tuchfabriken nach dem Tod seines Schwiegervaters Johann Arnold von Clermont im Jahr 1795 lehnte Jacobi dieses Angebot jedoch ab und versah weiterhin seinen Dienst als Präfekturrat in Aachen. Im Dezember 1804 gehörte er als amtierender Interims-Präfekt zur Aachener Delegation, die der feierlichen Kaiserkrönung von Napoléon beiwohnte. Im gleichen Jahr wurde er vom Kaiser zum Präsidenten des in Köln eingerichteten Generalkonsistoriums der Augsburgischen Konfession der evangelischen Kirche ernannt und war zuständig für die lutherischen Gemeinden in den Départements de la Roer und Rhin-et-Moselle. Mit der Übernahme dieses Amtes hegte er zudem die Hoffnung, sich für die Leitung des protestantischen Kirchenwesens für ganz Frankreich in Stellung zu bringen, wozu es allerdings nicht kam.
Im Jahr 1805 wurde Jacobi als Chevalier in die Ehrenlegion aufgenommen. Bis 1810 versah er weiterhin seinen Dienst als Präfekturrat in Aachen sowie noch mehrmals als Interims-Präfekt. Nachdem Jacobi am 1. August 1810 als einer von vier Vertretern des Roer-Départements in das französische corps législatif mit Sitz in Paris berufen worden war, legte er sein Amt als Präfekturrat in Aachen ab und der Aachener Joseph von Fürth wurde daraufhin zu seinem Nachfolger ernannt. Seine Anwesenheit in den Clermont’schen Tuchfabriken wurde ebenfalls nicht mehr benötigt, da mittlerweile zwei Söhne seines Schwiegervaters die volle Verantwortung übernommen hatten.
Mit dem Ende der Franzosenzeit im Jahr 1814 verlor Jacobi seine Ämter als Präsident des Generalkonsistoriums und im corps législatif und kehrte in das jetzt preußische Rheinland zurück. Dort übernahm er ab 1815 zunächst das Amt des Revisors des gesamten Steuer- und Zollwesens für die preußische Rheinprovinz und wenig später die Leitung der Zentralkommission für die Rheinschifffahrt mit Sitz in Mainz. Nach seiner Pensionierung verbrachte er seinen Lebensabend in Bonn; bis zu seinem Tod im Jahr 1831 war er überwiegend literarisch tätig.

## Werke
- Recueil de pièces particulières, qui ont trait à la chute de Napoléon Buonaparte. Aix-la-Chapelle 1815 Digitalisat